# Groeve onder het Rotspark

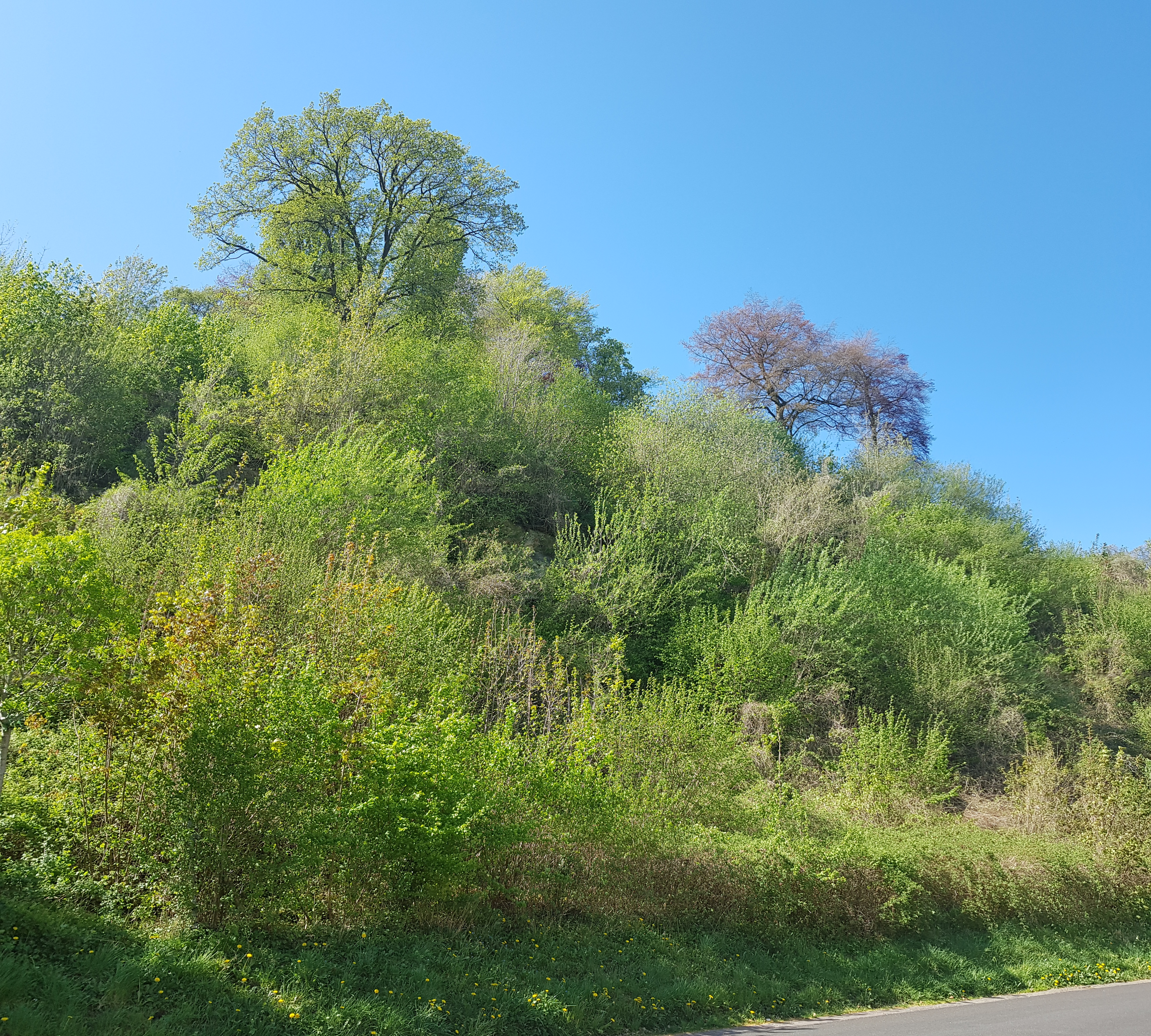
De groeve in het groen in 2020

De Groeve onder het Rotspark of Groeve westelijk van de Heksenkeuken is een Limburgse mergelgroeve in de Nederlandse gemeente Valkenburg aan de Geul in Zuid-Limburg. De ondergrondse groeve ligt aan de westkant van Valkenburg aan de Plenkertstraat in Plenkert in het Polferbos op de noordelijke rand van het Plateau van Margraten in de overgang naar het Geuldal. Ter plaatse duikt het plateau een aantal meter steil naar beneden.
Naar het zuidoosten liggen het Openluchttheater Valkenburg met de Heksenkeuken en achter Villa Rozenheuvel de Groeve achter Villa Rozenheuvel. Op ongeveer 100-150 meter naar het noordwesten liggen de Vuursteenmijnen van Valkenburg en de Romeinse Katakomben in de Heidegroeve.

## Geschiedenis
In de periode van de late middeleeuwen tot de 19e eeuw werd de groeve ontgonnen door blokbrekers met slagbeitels voor de winning van kalksteenblokken.
Rond de zomer van 1920 ging het gangenstelsel verloren en werd de groeve decennia lang niet meer door mensen bezocht.
In 1989 werd de groeve herontdekt als gevolg van erosie waardoor een aardpijp vrij kwam te liggen. Via deze aardpijp werd toegang verkregen tot het oude gangenstelsel. Het bleek onder andere dat in een deel van de groeve rioolwater van een restaurant de groeve in was gestroomd, waardoor er een laag slib was afgezet in de gangen.

## Groeve
De groeve heeft een oppervlakte van ongeveer 78 vierkante meter. Het is geen grote groeve, maar is wel waardevol vanwege de cultuurhistorie. Vroeger hadden de gangen verbindingen met de Gemeentegrot, maar een gordel van instortingen maakt dat niet meer mogelijk.